# Psicología de la religión
La psicología de la religión es la rama de la psicología aplicada y de la ciencia de la religión (también conocidos como estudios de la religión), que abarca las cuestiones psicológicas relacionadas con la práctica religiosa. Estudia las creencias, actividades y experiencias religiosas desde el punto de vista psicológico, en lo que se distingue, por ejemplo, de una disciplina afín, la neuroteología.
La psicología de la religión responde a las preguntas y reacciones del ser humano sobre el sentido último de su existencia en este mundo y más allá de la muerte. Es una búsqueda que sitúa al hombre ante una realidad superior distinta de él, que suele concebirse como personal y trascendente con la que entra en relación mediante la fe. Se trata del origen y naturaleza del misticismo o sentimiento religioso, y del origen de la religión como tal. 
Algunos consideran a la religión como una proyección patológica del ser humano que necesita ser curada. Los llamados psicólogos de la religión se interesan por la relación que existe entre la personalidad y el desarrollo de la actitud y el comportamiento religiosos. También estudia las manifestaciones que adopta la religiosidad popular, así como las nuevas formas de religiosidad que han surgido en Occidente. "Puede ayudar a comprender lo religioso en el hombre".

## Historia
Los pasos iniciales en la fundación de la Psicología de la religión, remontan a la iniciativa de Friedrich Schleiermacher en su obra Psychologie del año 1862. El primer gran clásico de la especialidad fue William James con su obra "Las variedades de la experiencia religiosa" (The varieties of religious experience) del año 1902. La escuela psicoanalítica fundada por Sigmund Freud dio un impulso definitivo a la disciplina. Dentro de la misma se mencionan generalmente a Carl Jung, Alfred Adler y más recientemente a Erich Fromm. A partir del siglo XX se desarrollaron estudios psicométricos, el enfoque evolutivo y las teorías evolucionistas.
Hicieron contribuciones tempranas a la Psicología de la religión Hegel, Friedrich Schleiermacher, William James, Sigmund Freud, Carl Jung, Alfred Adler, Gordon Allport, Erik H. Erikson, Erich Fromm y Rudolf Otto. Modernamente, han tratado el tema Allen Bergin, Robert Emmons, Kenneth Pargament, James Hillman y Julian Jaynes.

### Los comienzos
Georg Wilhelm Friedrich Hegel (1770-1831) describió todos los sistemas religiosos, filosóficos y de las ciencias sociales como "expresiones del impulso básico de la conciencia para aprender acerca de sí misma y de su entorno" y registrar sus hallazgos e hipótesis, por lo tanto, ve a la religión como una forma más de búsqueda del conocimiento, dentro de la cual los seres humanos sufren diferentes experiencias, reflexiones y formas de registrarla. La compilación y categorización de estos materiales en diversas formas constituye una visión del mundo consolidada, articulada por la religión, la filosofía, las ciencias sociales, etcétera. Y en su obra La fenomenología del espíritu plantea cómo las diversas tipologías de pensamiento se combinan con las experiencias individuales y colectivas de diferentes lugares en los que también los tiempos influyen en las cosmovisiones actuales del conocimiento que se encuentran operando en una población. En esta actividad el individuo tiene una parte dentro de la experiencia colectiva de ese intento o lucha por conocerse a sí mismo. En el sistema de Hegel, la religión es uno de los principales fuentes de la sabiduría para ser utilizado en estas luchas, lo que representa un enorme cuerpo de recuerdos del pasado de la humanidad en diversas etapas de su desarrollo.
Para muchos, William James (1842-1910) es considerado por la mayoría de los psicólogos de la religión como el fundador del campo.  Fue presidente de la American Psychological Association y escribió uno de los primeros textos de psicología, Varieties of Religious Experience («Las variedades de la experiencia religiosa», 1902) que en el campo de la psicología de la religión conserva aún cierto interés, en esta, la influencia de James perdura. Sus variedades de experiencia religiosa se consideran el trabajo clásico en el campo, y las referencias a las ideas de James son comunes en las conferencias profesionales.
James distinguía entre religión institucionalizada y religión personal. La religión desde un punto de vista institucionalizada se refiere más bien a los grupos u organizaciones religiosas y juega un papel importante en la cultura de una sociedad, mientras que como práctica personal, el individuo puede vivir experiencias de misticismo independientemente de su cultura. Y era este el aspecto que más le interesaba, distinguiendo entre religiosidad sana y religiosidad enfermiza. 
Para James, los individuos con una predisposición "saludable" tienden a ignorar la maldad en el mundo y se concentran en lo positivo y en el bien en general, como ejemplo nos referencia a Walt Whitman para ilustrar esta mentalidad sana. Por el contrario, aquellos predispuestos hacia una religiosidad enfermiza o patológica no pueden ignorar el mal y el sufrimiento y necesitan una experiencia unificadora, religiosa o de otro tipo, que les permita conciliar el bien y el mal. James incluyó citas de León Tolstoy y John Bunyan para ilustrar la religiosidad enfermiza.
Para James, que se ubica en la corriente del pragmatismo, es necesario evaluar la eficacia de la religión: si un determinado individuo motivado por la fe lleva a cabo actividades religiosas y si esas acciones redundan en efectos positivos, tales prácticas son entonces la vía adecuada para dicho individuo; si, por el contrario, tales acciones no son eficaces, la persistencia de la práctica religiosa aparece desprovista de racionalidad.

## Otros primeros Teóricos

### Sigmund Freud
Sigmund Freud, el padre del psicoanálisis, se sitúa en la tradición de Ludwig Feuerbach cuyas tesis considera como su punto partida filosófico y de Friedrich Nietzsche respecto de quien sostiene que habría intuitivamente adelantado muchos de los puntos de vista del psicoanálisis. También fue influenciado, sobre todo durante su juventud, por los escritos de Arthur Schopenhauer. Freud tiene una visión crítica de la religión en todas sus formas y refuerza las críticas filosóficas ya existentes con los elementos empíricos adquiridos en el campo de las ciencias naturales en tanto que médico durante la gestación del psicoanálisis. En ese contexto desarrolló la idea que la religión es un fenómeno comparable a las neurosis infantiles. Freud desarrolla al respecto tres tipos de argumentos: antropológico, ontogenético y filogenético.
Desde el punto de vista antropológico, define a la religión en su libro El porvenir de una ilusión (Die Zukunft einer Illusion, 1927) como un mecanismo de defensa infantil en los albores de la condición humana: el ser humano personificó las fuerzas naturales y las elevó a la categoría de fuerzas protectoras que le ayudan a sobrellevar su sentimiento de impotencia. El modelo de comportamiento subyacente está ligado a la percepción que el niño tiene durante su primera infancia de sus padres y sobre todo de su padre, en tanto que personaje protector.
Freud elabora su argumento ontogenético sobre las consecuencias de las primeras experiencias infantiles: la conducta ambivalente del niño respecto de su padre toma la forma de fe en los adultos. Pero poco a poco el niño percibe que tampoco los adultos pueden asegurarle una protección completa frente al mundo y los poderes exteriores. Por ello, busca protegerse a través de la creencia en dioses. Tales dioses son al mismo tiempo que temidos, los depositarios de esa angustiosa búsqueda de protección.
El tema de la «añoranza del padre» fue desarrollado extensivamente por Freud en su obra Tótem y tabú y es utilizado en la explicación de la génesis del clan primordial. Freud se basa en el modelo ideal de la horda primitiva tal que formulado por Charles Darwin en la cual el «padre» de la horda es presentado como un déspota absoluto, al mismo tiempo adorado y aborrecido por sus miembros, entre otras cosas debido a su derecho a la posesión de todas las mujeres de la horda. El odio y los celos llevan a los integrantes a asesinar colectivamente ese padre protector y tiránico. A raíz de la contradicción simbólica implícita en tal acción (destrucción del ideal adorado y detestado) el sistema primordial no puede sobrevivir. Se hace necesario establecer, en tanto que comunidad por nacer, un acuerdo que evite el resurgimiento de aquel modelo, y sobre todo, que impida a los miembros de la horda la posesión de las mujeres pertenecientes a la misma. Nacen así la prohibición del incesto y concomitantemente la necesidad de buscar mujeres ajenas al grupo: la ley de la exogamia. Con el transcurso del tiempo se organizan ceremonias y comidas colectivas para conmemorar el asesinato místico, en añoranza del padre asesinado. El sentimiento de culpa colectivo de la humanidad toma la forma de «pecado original» y asume los roles de protector de la cultura primitiva, de la organización social, de la religión y de límite impuesto a las costumbres sociales.

### Carl Jung
La interpretación junguiana de la religión, iniciada por Carl Jung y continuada por sus seguidores, es un intento de interpretar la religión a la luz de la psicología junguiana. El psicoanalista suizo adoptó una postura muy diferente, más simpatizante de la religión y más preocupada por una apreciación positiva del simbolismo religioso. Jung consideró que la cuestión de la existencia metafísica de Dios no podía ser respondida por el psicólogo y adoptó una especie de agnosticismo.
Jung postuló, además del inconsciente personal (adoptando el concepto de Freud), el inconsciente colectivo, que es el depósito de la experiencia humana y que contiene «arquetipos» (es decir, imágenes básicas que son universales en el sentido de que se repiten independientemente de la cultura). Veía a la irrupción de estas imágenes del inconsciente al reino de la conciencia  como la base de la experiencia religiosa y, a menudo, de la creatividad artística. Algunos de los escritos de Jung se han dedicado a explicar algunos de los símbolos arquetípicos e incluyen su trabajo en la mitología comparada.
A diferencia de Sigmund Freud y sus seguidores, los jungianos tienden a tratar las creencias y conductas religiosas desde una perspectiva favorable, al tiempo que ofrecen referencias psicológicas a términos religiosos tradicionales como alma, mal, trascendencia, sagrado o Dios. Debido a que las creencias no tienen que ser ciertas para que las personas las sostengan, la interpretación junguiana de la religión ha sido, y sigue siendo, de interés para psicólogos y teólogos.

### Alfred Adler
El psiquiatra austríaco Alfred Adler (1870–1937), que se separó de Freud, enfatizó el papel de los objetivos y la motivación en su Psicología Individual. Una de las ideas más famosas de Adler es que tratamos de compensar las inferioridades que percibimos en nosotros mismos. La falta de poder a menudo se encuentra en la raíz de los sentimientos de inferioridad. Una forma en que la religión entra en esta imagen es a través de nuestras creencias en Dios, que son características de nuestra tendencia a luchar por la perfección y la superioridad. Por ejemplo, en muchas religiones, Dios se considera perfecto y omnipotente, y también ordena a las personas que sean perfectas. Si nosotros también alcanzamos la perfección, nos convertimos en uno con Dios. Al identificarnos con Dios de esta manera, compensamos nuestras imperfecciones y sentimientos de inferioridad.
Nuestras ideas sobre Dios son indicadores importantes de cómo vemos el mundo. Según Adler, estas ideas han cambiado con el tiempo, a medida que nuestra visión del mundo, y nuestro lugar en él, ha cambiado. Considere este ejemplo que ofrece Adler: la creencia tradicional de que las personas fueron colocadas deliberadamente en la tierra como la creación suprema de Dios está siendo reemplazada por la idea de que las personas han evolucionado mediante la selección natural. Esto coincide con una visión de Dios no como un ser real, sino como una representación abstracta de las fuerzas de la naturaleza. De esta manera, nuestra visión de Dios ha cambiado de una que era concreta y específica a una que es más general. Desde el punto de vista de Adler, esta es una percepción relativamente ineficaz de Dios porque es tan general que no transmite un fuerte sentido de dirección y propósito.
Una cosa importante para Adler es que Dios (o la idea de Dios) motiva a las personas a actuar y que esas acciones tienen consecuencias reales para nosotros y para los demás. Nuestra visión de Dios es importante porque encarna nuestros objetivos y dirige nuestras interacciones sociales.
En comparación con la ciencia, otro movimiento social, la religión es más eficiente porque motiva a las personas de manera más efectiva. Según Adler, solo cuando la ciencia comience a capturar el mismo fervor religioso y promueva el bienestar de todos los segmentos de la sociedad, los dos serán más iguales a los ojos de las personas.

### Gordon Allport
En su libro clásico The Individual and His Religion (1950), Gordon Allport (1897–1967) ilustra cómo las personas pueden usar la religión de diferentes maneras. Él hace una distinción entre la religión madura y la religión inmadura. El sentimiento religioso maduro es cómo Allport caracterizó a la persona cuyo enfoque hacia la religión es dinámico, de mente abierta y capaz de mantener vínculos entre inconsistencias. En contraste, la religión inmadura es egoísta y generalmente representa los estereotipos negativos que las personas tienen sobre la religión. Más recientemente, esta distinción se ha encapsulado en los términos «religión intrínseca», refiriéndose a una fe devota genuina y sincera, y «religión extrínseca», refiriéndose a un uso más utilitario de la religión como un medio para un fin, como la asistencia a la iglesia. para ganar estatus social. Estas dimensiones de la religión se midieron en la Escala de Orientación Religiosa de Allport y Ross. La tercera forma de orientación religiosa ha sido descrita por Daniel Batson. Esto se refiere al tratamiento de la religión como una búsqueda abierta. Más específicamente, Batson ha visto que comprende la voluntad de ver las dudas religiosas de manera positiva, la aceptación de que la orientación religiosa puede cambiar y la complejidad existencial, la creencia de que las creencias religiosas de uno deben formarse a partir de las crisis personales que uno ha experimentado en la vida. Batson se refiere a las extrínsecas, intrínsecas y a las misiones respectivamente como religión como medio, religión como fin y religión como búsqueda, y mide estas construcciones en el Inventario de vida religiosa.

### Erik H. Erikson
Erik Erikson (1902-1994) es conocido por su teoría del desarrollo psicológico, que tiene sus raíces en la importancia psicoanalítica de la identidad en la personalidad. Sus biografías de Gandhi y Martin Luther revelan la visión positiva de Erikson sobre la religión. Consideró que las religiones son influencias importantes en el desarrollo exitoso de la personalidad porque son la forma principal en que las culturas promueven las virtudes asociadas con cada etapa de la vida. Los rituales religiosos facilitan este desarrollo. La teoría de Erikson no se ha beneficiado del estudio empírico sistemático, pero sigue siendo una teoría influyente y bien considerada en el estudio psicológico de la religión.

### Rudolf Otto
Rudolf Otto (1869-1937) fue un teólogo protestante alemán y estudioso de la religión comparada. La obra más famosa de Otto, La idea de lo sagrado (publicada por primera vez en 1917 como Das Heilige), define el concepto de lo sagrado como aquello que es numinoso. Otto explicó lo numinoso como una «experiencia o sentimiento no racional, no sensorial cuyo objeto primario e inmediato está fuera del yo». Es un misterio (latín: mysterium tremendum) que es fascinante (fascinante) y aterrador al mismo tiempo; Un misterio que causa temblor y fascinación, al tratar de explicar esa reacción emocional de asombro inexpresable y quizás sobrenatural que nos lleva a experiencias de gracia aparentemente ordinarias o religiosas. Este sentido de asombro emocional parece evidente en la raíz de todas las experiencias religiosas. A través de esta maravilla emocional, suspendemos nuestra mente racional por posibilidades no racionales.
La Idea de lo Santo también estableció un paradigma para el estudio de la religión que se centra en la necesidad de realizar a los religiosos como una categoría original no reducible por derecho propio. Este paradigma estuvo bajo mucho ataque entre aproximadamente 1950 y 1990, pero ha tenido un fuerte regreso desde entonces.

## Ámbitos de investigación
Bajo el término "religión" se incluyen diferentes aspectos de la misma (creencias, ritos, normas, grupos) y formas de religiosidad (por ejemplo, religiosidad común, fundamentalismo, misticismo, espiritualidad moderna) y de la descreencia (ateísmo, deísmo, agnosticismo).
- Psicología de la personalidad, psicología social o sociología de la religión y psicología intercultural de la religión.
- Psicología clínica, de la salud y psicopatología de la religión.
- Psicología del desarrollo y de la educación religiosa.
- Psicología evolucionista y ciencias cognitivas de la religión.

## Hipótesis sobre el papel de la religión en el mundo moderno
Hay tres hipótesis principales sobre el papel de la religión en el mundo moderno.

### La secularización
La primera hipótesis, la secularización, sostiene que la ciencia y la tecnología van a tomar el lugar de la religión. La secularización es compatible con la separación de la religión de la política, la ética y la psicología. Teniendo aún más esta posición, Taylor explica que la secularización niega la trascendencia, la divinidad, y la racionalidad en las creencias religiosas.

### Transformación religiosa
Discusiones y revisiones de la hipótesis de la secularización condujeron a la formulación de la hipótesis de la transformación religiosa. Esta perspectiva sostiene que las tendencias generales hacia el individualismo y la desintegración social producirán cambios en la religión, por lo que la práctica religiosa será más individualizada y centrada en lo espiritual. Se espera que esta produzca una búsqueda espiritual no exclusivamente mediante instituciones religiosas. Se prevé que se produzca un eclecticismo adogmático que se nutra de múltiples sistemas religiosos, espirituales y movimientos «Nueva Era» o New Age.

### División cultural
En respuesta a la hipótesis de transformación religiosa, Ronald Inglehart se funda en la premisa de que la religión se desarrolla para llenar la necesidad humana de seguridad. Por tanto, el desarrollo de la seguridad social y económica en Europa explica su correlativa secularización al crear una falta de necesidad de la religión. Sin embargo, la religión continúa en el tercer mundo donde la inseguridad social y económica están a la orden del día. Así pues, la secularización en parte del mundo de las creencias se debe al efecto general de una disparidad cultural del crecimiento socioeconómico.
La idea de que la religiosidad surge de la necesidad humana de seguridad también ha sido favorecida por los estudios que examinan las creencias religiosas como un mecanismo de compensación de control. Estos estudios sostienen la idea de que la gente mantiene sus creencias en el orden y la estructura para evitar las creencias en el caos y la aleatoriedad. En el entorno experimental, los investigadores también han probado el control compensatorio en relación con las percepciones de los sistemas externos, como la religión o el gobierno de los individuos. Por ejemplo, Kay y sus colegas encontraron que, en un entorno de laboratorio, los individuos son más propensos a apoyar los sistemas externos amplios (por ejemplo, la religión o sistemas sociopolíticos) que a imponer el orden y el control sobre sus vidas cuando se inducen con niveles bajos de control personal. En este estudio, los investigadores sugieren que, cuando se disminuye el control personal de un individuo, su motivación para creer en el fin está amenazada, lo que resulta en una compensación de esta amenaza mediante la adhesión a otras fuentes externas de control.